# Tiszasziget, Csongrád
Tiszasziget  este un sat în districtul Szeged, județul Csongrád, Banat,  Ungaria, având o populație de 1.722 de locuitori (2011).

## Demografie
Componența etnică a satului Tiszasziget
     Maghiari (91,58%)
     Romi (5,9%)
     Necunoscut (0,29%)
     Alții (2,23%)
Componența confesională a satului Tiszasziget
     Romano-catolici (53,6%)
     Fără religie (19,28%)
     Reformați (2,96%)
     Necunoscută (22,82%)
     Alte religii (2,26%)
Conform recensământului din 2011, satul Tiszasziget avea 1.722 de locuitori. Din punct de vedere etnic, majoritatea locuitorilor (91,58%) erau maghiari, cu o minoritate de romi (5,9%). Apartenența etnică nu este cunoscută în cazul a 0,29% din locuitori.  Din punct de vedere confesional, majoritatea locuitorilor (53,6%) erau romano-catolici, existând și minorități de persoane fără religie (19,28%) și reformați (2,96%). Pentru 22,82% din locuitori nu este cunoscută apartenența confesională.